# ロキシーの夜
『ロキシーの夜』は、1977年（昭和52年）8月21日にリリースされた日本のロックシンガー・近田春夫のソロデビューシングルであり、且つ日本のロックバンド・近田春夫&ハルヲフォンの4枚目のシングルでもある。

## 概要
シングル『ロキシーの夜』は、A面が「近田春夫」名義、B面が「近田春夫&ハルヲフォン」名義という変則的なクレジットで発売された。
当初本シングルは、近田春夫&ハルヲフォンのフロントマンである近田春夫の「ソロデビューシングル」として企画された。作詞に、当時高田みづえ『硝子坂』等の作詞家としてヒットを飛ばしていた、プラスチックスのリズムボックス奏者・島武実、そして作曲には、当時飛ぶ鳥を落とす勢いの作曲家・筒美京平を起用した。近田の当時の志向として、ロックの立場で歌謡曲を歌う、というスタンスによる。
当時のハルヲフォンのメンバー恒田義見の回想によれば、恒田は本シングルの演奏にはかかわらなかったが、レコーディング中の近田から六本木に呼び出され、B面『闇にジャックナイフ』のキーがどうしても合わないから歌ってくれないか、と誘われたという。それが、B面のみリードヴォーカルが恒田であり、近田春夫&ハルヲフォン名義であることの経緯である。恒田によれば、本作がハルヲフォンの最後のレコードになった、ということである（この後にカヴァーアルバム＆シングルのリリースがあるので、「オリジナル曲としては最後」という意味だと思われる）。
A面の『ロキシーの夜』、B面の『闇にジャックナイフ』はともに、当時アルバムに収められることはなかったが、アルバム『電撃的東京』が初CD化された際にボーナストラックとして追加された。その後、3回にわたってCD再発売された際にも2曲のボーナストラックを伴っており、いずれの曲も容易に聴くことができる。

## 収録曲
1. ロキシーの夜
  - 作詞島武実、作曲筒美京平、編曲近田春夫
2. 闇にジャックナイフ
  - 作詞島武実、作曲筒美京平、編曲近田春夫

## 註
1. ↑  月刊『明星』（集英社）、1977年10月号別冊付録『Young Song 1977.10』、『ロキシーの夜』の項（P.40）の記述を参照。
2. 1 2 3  恒田義見の公式ブログ「ROCK'N ROLL MY WAY」内の「ハルヲフォン誕生 Archived 2009年3月3日, at the Wayback Machine.」（2008年12月14日付）の記述を参照。
3. ↑  #外部リンクの「電撃的東京」の各リンク先の記述を参照。